# Đức thời Phục Hưng
Thời kỳ Phục hưng Đức là một phần của thời kỳ Phục Hưng phương Bắc, là một phong trào văn hóa nghệ thuật và lây lan giữa các nhà tư tưởng của Đức trong các thế kỷ 15 và 16, có nguồn gốc từ thời kỳ Phục hưng Ý ở Ý. Đây là một kết quả của các nghệ sĩ người Đức đã đi du lịch đến Ý để tìm hiểu và lấy cảm hứng từ phong trào Phục hưng Ý để tạo nên phong trào phục hưng Đức.

## Kiến trúc

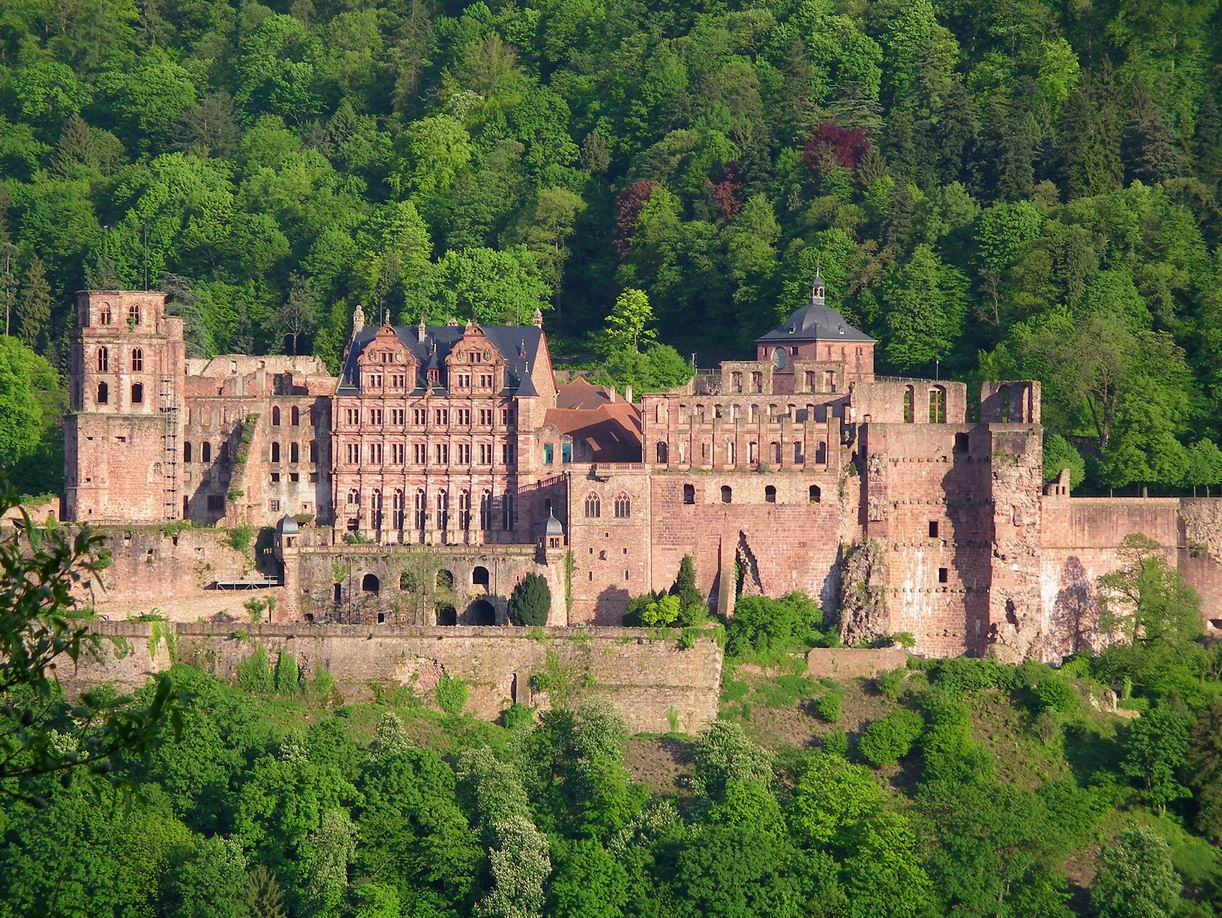
Lâu đài Heidelberg

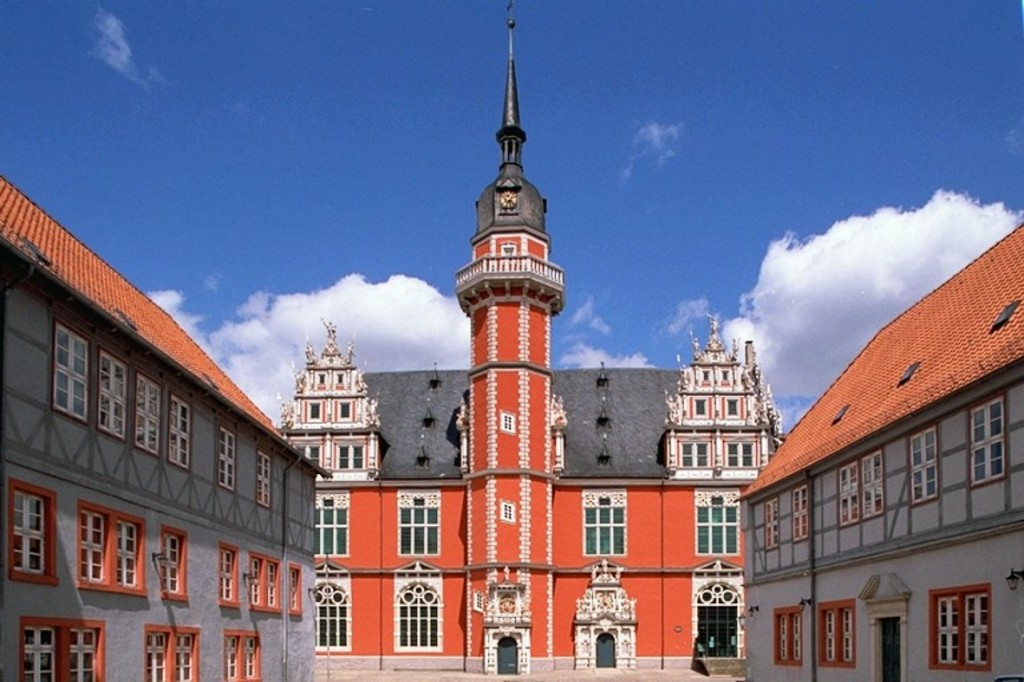
Juleum tại Helmstedt, khán phòng lớn lịch sử của Viện Đại học Helmstedt, được xây dựng vào năm 1592 theo kiến trúc phục hưng Weser

Kiến trúc thời kỳ Phục hưng ở Đức được lấy cảm hứng đầu tiên của các nhà triết học Đức và các nghệ sĩ như Albrecht Dürer và Johannes Reuchlin đã đến thăm Italy. Một hình thức đặc biệt của kiến trúc thời kỳ Phục hưng ở Đức là Phục Hưng Weser.
Trong tháng 7 năm 1567 Hội đồng thành phố Cologne đã được phê duyệt thiết kế theo phong cách Phục hưng bởi Wilhelm Vernukken cho một hai lôgia tầng cho Cologne City Hall.
Một số công trình nổi tiếng như Landshut Residence, lâu đài Heidelberg, cung điện Johannisburg,...